# 手持ち花火

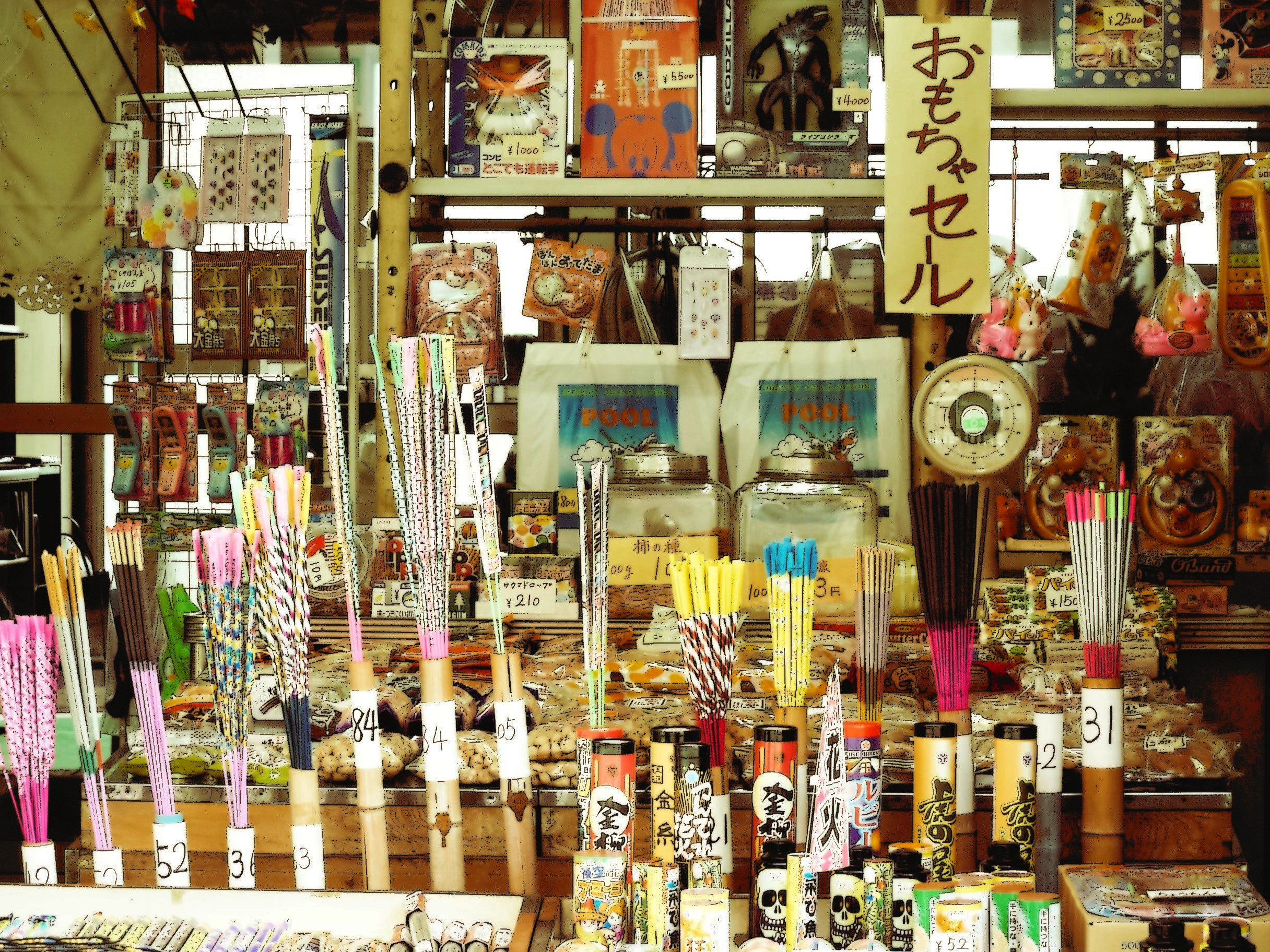
駄菓子屋の店頭に陳列された手持ち花火／2010年8月、日本。

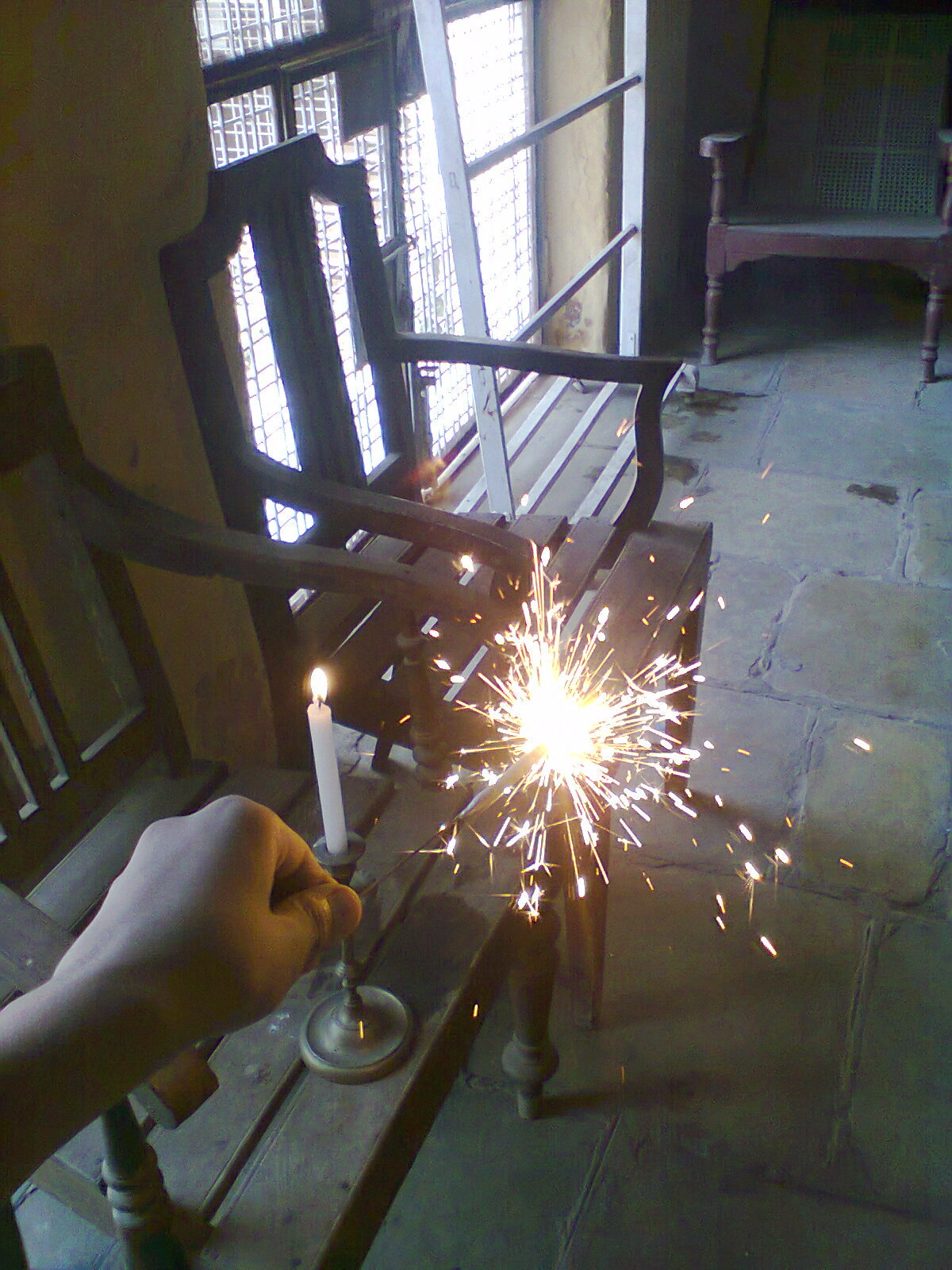
手持ち花火

手持ち花火/手持花火（てもち はなび）とは、手で持って使用するタイプのおもちゃ花火。持つための棒あるいは紐が付いている、もしくは、全体が筒状（手持ちパイプ）になっている。古来の日本語名は手花火（て はなび）で、「手持ち花火/手持花火」は一部の辞事典にしか載っておらず、流通名として多く見られるほか、公的機関もこれを用いる。

## 概要
おもちゃ花火（玩具花火）の代表的一種である。ほとんどが筒状で、火薬と金属粉を混ぜたものを紙で巻き、持ち手をつけてある。金属粉の炎色反応によって色の付いた火花が出る。
市販されている花火セットには、この花火が入っていることが多い。

## 種類
業者によっては、線香花火・すすき花火・スパーク花火の3種類に大別する。
分類 その1
- 線香花火

点火すると、薬筒が丸くなって火の玉になる。しばらくすると散発的に火花が出る。途中で火の玉が落ちてしまうことがある。一説には、これを避けるには花火を45度に傾けるとよいという。
- すすき花火/ススキ花火

手持ちすすき花火/手持ちススキ花火ともいう。
火薬は紙や筒などで包まれている。薄（すすき）の穂のように長い尾をもつ火花を噴出する。4変色、20変色など、燃えている途中で火花の色が変わる、演出性の高い花火（変色花火）であることが多い。
- 絵形花火/絵型花火

すすき花火のバリエーション。古くから日本で親しまれてきた絵形（絵の描かれた紙で、絵柄に合わせて象られているもの）を手持ち花火を組み合わせたもので、絵形の先に薬筒が取り付けられている。絵形は幅広・厚めの紙でできており、正しく持てば持ち手として機能する。絵柄は子供の喜びそうなものが多い。デザイン的に特筆性が高いのは銃を模したもので、薬筒から噴出される火花をレーザー光線に見立てた「光線銃（花火光線銃）」は昭和時代からの定番としてジャンル化している。また、竹ひごなどの先端から吊り下げて下向きに四散する花火と踊るような動きを見せる絵形を楽しむタコ（蛸）の絵形花火のような変わっものもジャンル化しており、火花の噴き出し方で絵形がより面白い動きを見せるよう薬筒の数や方向を工夫したものもある。
- スパーク花火

スパ－クラーともいう。ただし、英語 "sparklevr" は日本の線香花火なども含意しており、カタカナ語「スパークラー」とイコールではない。
すすき花火と違って、火薬が剥き出しになっている。また、持ち手の棒は硬質で、針金を使っているものもある。材が針金の場合はその成分も燃焼に影響する。別の何かに譬えるとすれば、ポッキーのような形状をしているほか、アルファベットなど文字をかたどった物も販売されている。球体の火花を四方八方へ散らすもので、火花は雪の結晶のような形状になる。煙が少ないのも特徴の一つで、パーティーなどでケーキの上や料理の脇に差したり、水を入れたグラスに立てかけたりして使うのに向いている。そのため、「ケーキ花火」「室内花火」などと謳っている商品も多い。ドイツ語圏ではWunderkerze(奇跡のろうそく)と呼ばれている。
分類 その2
- 変色花火

燃えている途中で火花の色が変わる花火。変わらない花火に対する名称。いろいろな種類の金属粉が使われている。

## 使い方
- 燃え移る物の無い、広くて安全な場所で使用する。
- 使用する前に、水を溜めたバケツなどを消火用の備えとして用意しておく。風向きもあらかじめ考慮しておき、風下に立たない、立たせない。
- 点火するのにはろうそくを使うのが安全とされる。一度に何本も点火するのは危険。
- 点火するべき場所は薬筒の先。
- 使用後は確実に消火する。

事故は次のようなものがある。
- 点火に失敗したと勘違いする、点火のタイミングを見誤るなどすることで、覗き込んだり向きを変えたりしてしまい、噴き出した火花や火の粉が身体や衣服や他者に掛かる[6]。これは、おもちゃ花火に共通の危険性である。
- 手持ちパイプの場合、手元側（身体に向いている側）に火花が噴き出し、火傷をしたり衣服を焦がしたりする[6]。これは、手持ち花火に特有の危険性。
- 木材や合成樹脂など火に弱い素材でできているベランダや椅子がある不適切な場所で花火を使い、床や家具が焦げるなどする[6]。
- 十分に消火しなかったために、後でその場所から火が出てしまう。

## 季語
季語（※季題も同様）において、手に持って楽しむ小さな花火については、手花火（てはなび）が親季語で、子季語として、線香花火（せんこうはなび）、庭花火（にわはなび）、鼠花火（ねずみはなび）、鼠火（ねずみび。意：鼠花火）があり、これらは夏の季語（晩夏の季語）である。ただし、秋の季語とする辞事典、および、夏と秋の季語とする辞事典も一部にはある。分類は行事/人事/生活。消火用のバケツを用意した庭先で家族そろって手花火に興ずるなどといった情景は、日本の夏を代表する風物詩の一つである。なお、「手花火」と「手持ち花火/手持花火」は同じ意味であるが、後者は季語になっていない。